# Краків-Арена
Таурон Краків Арена (пол. Tauron Arena Kraków) — багатофункціональний спортивний комплекс (крита арена), розташована в польському місті Краків. Місткість може коливатись у діапазоні від 11 554 до 22 000 глядачів і за цим показником споруда є найбільшою серед аналогічних у країні. Приймала матчі Чемпіонату світу з волейболу серед чоловіків 2014,, Чемпіонату світу з гандболу серед чоловіків 2016, Чемпіонат Європи з волейболу 2021 серед чоловіків.
Для відвідувачів «Кракув Арени» доступна гостьова автостоянка на 1341 паркувальних місць, 27 скайбоксів та президентська ложа. Будівництво об'єкту почалося в травні 2011-го і закінчилася у квітні 2014-го року. Відкриття відбулося наприкінці травня 2014 року.

## Історія
2008 року в межах міжнародного архітектурного конкурсу обрали проєктанта будівлі, яким став консорціум компаній «Perbo-Projekt Sp. z o.o. [Архівовано 28 липня 2014 у Wayback Machine.]» з Кракова та «Modern Construction Systems Sp. z o.o. [Архівовано 17 липня 2014 у Wayback Machine.]» з Познані (бюро проєктувало також реконструкцію Муніципального стадіону в Познані до Євро 2012). У квітні та вересні 2009 року були надано дозвіл на будівництво. 21 квітня 2011 у Кракові було підписано угоду-контракт на будівництво арени. У результаті проведеного тендеру генеральним підрядником будівництва було обрано консорціум із чотирьох фірм: «Mostostal Warszawa S.A.», «Acciona Infraestructuras S.A.», «Mostostal Puławy S.A.» та «Asseco Poland S.A.». Будівництво почалося в травні 2011 року і тривало до квітня 2014 року. 30 вересня 2013 представлено офіційний графічний логотип Kraków Arena.

## Концерти
| Рік  | Дата         | Виконавець + підтримка                                                                   | Тур                               | Продані квитки |
| ---- | ------------ | ---------------------------------------------------------------------------------------- | --------------------------------- | -------------- |
| 2014 | 4 листопада  | Майкл Бубле + Naturally 7                                                                | To Be Loved Tour                  |                |
| 2014 | 5 листопада  | Елтон Джон                                                                               | Follow the Yellow Brick Road Tour |                |
| 2014 | 20 листопада | Слеш, Майлз Кеннеді, The Conspirators                                                    | World on Fire Tour                |                |
| 2014 | 16 грудня    | Браян Адамс                                                                              | Reckless 30th Anniversary Tour    |                |
| 2015 | 14 лютого    | Енніо Морріконе + Йоанна Якубас, Чеський національний симфонічний оркестр, Хор ім. Кодая | 50 років музики                   |                |
| 2015 | 24 лютого    | Кеті Перрі                                                                               | The Prismatic World Tour          |                |
| 2015 | 28 травня    | Андре Ріє                                                                                | Eine Nacht в Venedig              |                |